# Tellermine 43
Tellermine 43 (Pilz – „grzyb”) – niemiecka mina przeciwpancerna z okresu II wojny światowej, produkowana od 1943.
Uproszczona wersja miny Tellermine 42, ostatnia z serii Tellermine.